# Vuelta a Burgos 2021
Vuelta a Burgos 2021 – 43. edycja wyścigu kolarskiego Vuelta a Burgos, która odbyła się w dniach od 3 do 7 sierpnia 2021 na liczącej 804 kilometry trasie składającej się z 5 etapów i biegnącej w okolicach Burgos. Impreza kategorii 2.Pro była częścią UCI ProSeries 2021.

## Etapy
| Etap | Data  | Start – Meta                               | type        | Dystans (km) | Zwycięzca etapu       | Lider             |
| ---- | ----- | ------------------------------------------ | ----------- | ------------ | --------------------- | ----------------- |
| 1    | 3 sie | Burgos – Burgos                            | górzysty    | 161          | Edward Planckaert     | Edward Planckaert |
| 2    | 4 sie | Tardajos – Briviesca                       | pagórkowaty | 175          | Juan Sebastián Molano | Gonzalo Serrano   |
| 3    | 5 sie | Busto de Bureba – Espinosa de los Monteros | górski      | 173          | Romain Bardet         | Romain Bardet     |
| 4    | 6 sie | Roa – Aranda de Duero                      | płaski      | 149          | Juan Sebastián Molano | Romain Bardet     |
| 5    | 7 sie | Comunero de Revenga – Lagunas de Neila     | górski      | 146          | Hugh Carthy           | Mikel Landa       |

## Drużyny
| WorldTeams (13)- Bahrain Victorious - Ineos Grenadiers - Movistar Team - Astana-Premier Tech - Bora-Hansgrohe - EF Education-Nippo - Groupama-FDJ - Israel Start-Up Nation - Team BikeExchange - UAE Team Emirates - Qhubeka NextHash - AG2R Citroën Team - Team DSM ProTeams (8)- Alpecin-Fenix - Burgos-BH - TotalEnergies - Arkéa-Samsic - Caja Rural-Seguros RGA - Equipo Kern Pharma - Euskaltel-Euskadi - Eolo-Kometa |
| |

### Lista startowa
| Bahrain Victorious TBV | Bahrain Victorious TBV  | Bahrain Victorious TBV |
| ---------------------- | ----------------------- | ---------------------- |
| Nr                     | Kolarz                  | Miejsce                |
| 1                      | Mikel Landa (ESP)       | 1.                     |
| 2                      | Yukiya Arashiro (JPN)   | 98.                    |
| 3                      | Damiano Caruso (ITA)    | 13.                    |
| 4                      | Santiago Buitrago (COL) | 8.                     |
| 5                      | Gino Mäder (SUI)        | 60.                    |
| 6                      | Mark Padun (UKR)        | 3.                     |
| 7                      | Stephen Williams (GBR)  | 114.                   |

| Ineos Grenadiers IGD | Ineos Grenadiers IGD         | Ineos Grenadiers IGD |
| -------------------- | ---------------------------- | -------------------- |
| Nr                   | Kolarz                       | Miejsce              |
| 11                   | Egan Bernal (COL)            | 38.                  |
| 12                   | Adam Yates (GBR)             | 96.                  |
| 13                   | Carlos Rodríguez (ESP)       | 94.                  |
| 14                   | Jhonatan Narváez (ECU)       | 90.                  |
| 15                   | Salvatore Puccio (ITA)       | 106.                 |
| 16                   | Pawieł Siwakow (RUS)         | 4.                   |
| 17                   | Daniel Felipe Martínez (COL) | DNS-4                |

| Movistar Team MOV | Movistar Team MOV        | Movistar Team MOV |
| ----------------- | ------------------------ | ----------------- |
| Nr                | Kolarz                   | Miejsce           |
| 21                | Johan Jacobs (SUI)       | 72.               |
| 22                | Gregor Mühlberger (AUT)  | DNS-5             |
| 23                | Nelson Oliveira (POR)    | DNS-5             |
| 24                | Antonio Pedrero (ESP)    | 55.               |
| 25                | José Joaquín Rojas (ESP) | 44.               |
| 26                | Einer Rubio (COL)        | 7.                |
| 27                | Gonzalo Serrano (ESP)    | 40.               |

| Astana-Premier Tech APT | Astana-Premier Tech APT | Astana-Premier Tech APT |
| ----------------------- | ----------------------- | ----------------------- |
| Nr                      | Kolarz                  | Miejsce                 |
| 31                      | Luis León Sánchez (ESP) | 30.                     |
| 32                      | Gorka Izagirre (ESP)    | 37.                     |
| 33                      | Rodrigo Contreras (COL) | 42.                     |
| 34                      | Óscar Rodríguez (ESP)   | 21.                     |
| 35                      | Jurij Natarow (KAZ)     | 35.                     |
| 36                      | Harold Tejada (COL)     | 65.                     |
| 37                      | Aleksandr Własow (RUS)  | 34.                     |

| Bora-Hansgrohe BOH | Bora-Hansgrohe BOH     | Bora-Hansgrohe BOH |
| ------------------ | ---------------------- | ------------------ |
| Nr                 | Kolarz                 | Miejsce            |
| 41                 | Cesare Benedetti (POL) | 87.                |
| 42                 | Marcus Burghardt (GER) | 101.               |
| 43                 | Patrick Gamper (AUT)   | 51.                |
| 45                 | Jordi Meeus (BEL)      | 112.               |
| 46                 | Daniel Oss (ITA)       | 119.               |
| 47                 | Ben Zwiehoff (GER)     | 19.                |

| EF Education-Nippo EFN | EF Education-Nippo EFN | EF Education-Nippo EFN |
| ---------------------- | ---------------------- | ---------------------- |
| Nr                     | Kolarz                 | Miejsce                |
| 51                     | Hugh Carthy (GBR)      | 41.                    |
| 52                     | William Barta (USA)    | 74.                    |
| 53                     | Jonathan Caicedo (ECU) | 77.                    |
| 54                     | Simon Carr (GBR)       | 93.                    |
| 55                     | Lawson Craddock (USA)  | 75.                    |
| 56                     | Jens Keukeleire (BEL)  | 57.                    |
| 57                     | Hideto Nakane (JPN)    | 104.                   |

| Groupama-FDJ GFC | Groupama-FDJ GFC            | Groupama-FDJ GFC |
| ---------------- | --------------------------- | ---------------- |
| Nr               | Kolarz                      | Miejsce          |
| 61               | Alexys Brunel (FRA)         | 92.              |
| 62               | Kevin Geniets (LUX) (szosa) | 39.              |
| 63               | Matthieu Ladagnous (FRA)    | 115.             |
| 64               | Sébastien Reichenbach (SUI) | 10.              |
| 65               | Anthony Roux (FRA)          | 99.              |
| 66               | Lars van den Berg (NED)     | 36.              |
| 67               | Reuben Thompson (NZL)       | 83.              |

| Israel Start-Up Nation ISN | Israel Start-Up Nation ISN       | Israel Start-Up Nation ISN |
| -------------------------- | -------------------------------- | -------------------------- |
| Nr                         | Kolarz                           | Miejsce                    |
| 71                         | Alexander Cataford (CAN)         | 84.                        |
| 72                         | Itamar Einhorn (ISR)             | 123.                       |
| 73                         | Krists Neilands (LAT)            | DNF-3                      |
| 74                         | Gaj Niw (ISR)                    | 118.                       |
| 75                         | James Piccoli (CAN)              | 18.                        |
| 76                         | Mads Würtz Schmidt (DEN) (szosa) | 29.                        |
| 77                         | Sep Vanmarcke (BEL)              | 66.                        |

| BikeExchange BEX | BikeExchange BEX      | BikeExchange BEX |
| ---------------- | --------------------- | ---------------- |
| Nr               | Kolarz                | Miejsce          |
| 81               | Simon Yates (GBR)     | 33.              |
| 82               | Mikel Nieve (ESP)     | 52.              |
| 83               | Sam Bewley (NZL)      | DNF-1            |
| 84               | Choon Huat Goh (SGP)  | DNF-1            |
| 85               | Damien Howson (AUS)   | 116.             |
| 86               | Robert Stannard (AUS) | 70.              |
| 87               | Andriej Zejc (KAZ)    | 43.              |

| UAE Team Emirates UAD | UAE Team Emirates UAD       | UAE Team Emirates UAD |
| --------------------- | --------------------------- | --------------------- |
| Nr                    | Kolarz                      | Miejsce               |
| 91                    | David de la Cruz (ESP)      | 5.                    |
| 92                    | Andrés Camilo Ardila (COL)  | 11.                   |
| 93                    | Finn Fisher-Black (NZL)     | 76.                   |
| 94                    | Juan Sebastián Molano (COL) | 111.                  |
| 95                    | Cristian Camilo Muñoz (COL) | 69.                   |
| 96                    | Matteo Trentin (ITA)        | 81.                   |
| 97                    | Joe Dombrowski (USA)        | 100.                  |

| Qhubeka NextHash TQA | Qhubeka NextHash TQA              | Qhubeka NextHash TQA |
| -------------------- | --------------------------------- | -------------------- |
| Nr                   | Kolarz                            | Miejsce              |
| 101                  | Fabio Aru (ITA)                   | 2.                   |
| 102                  | Sander Armée (BEL)                | DNS-5                |
| 103                  | Bert-Jan Lindeman (NED)           | 108.                 |
| 104                  | Domenico Pozzovivo (ITA)          | DNS-5                |
| 105                  | Dylan Sunderland (AUS)            | 117.                 |
| 106                  | Reinardt Janse van Rensburg (RSA) | 85.                  |
| 107                  | Emil Vinjebo (DEN)                | DNF-2                |

| AG2R Citroën Team ACT | AG2R Citroën Team ACT   | AG2R Citroën Team ACT |
| --------------------- | ----------------------- | --------------------- |
| Nr                    | Kolarz                  | Miejsce               |
| 111                   | François Bidard (FRA)   | 48.                   |
| 112                   | Geoffrey Bouchard (FRA) | 9.                    |
| 113                   | Lilian Calmejane (FRA)  | 27.                   |
| 114                   | Mikaël Cherel (FRA)     | 28.                   |
| 115                   | Jaakko Hänninen (FIN)   | DNS-5                 |
| 116                   | Marc Sarreau (FRA)      | DNF-5                 |
| 117                   | Damien Touzé (FRA)      | 58.                   |

| Team DSM DSM | Team DSM DSM          | Team DSM DSM |
| ------------ | --------------------- | ------------ |
| Nr           | Kolarz                | Miejsce      |
| 121          | Romain Bardet (FRA)   | 6.           |
| 122          | Thymen Arensman (NED) | 23.          |
| 123          | Alberto Dainese (ITA) | DNF-5        |
| 124          | Nico Denz (GER)       | DNF-5        |
| 125          | Chad Haga (USA)       | 61.          |
| 126          | Chris Hamilton (AUS)  | 82.          |
| 127          | Martijn Tusveld (NED) | 24.          |

| Alpecin-Fenix AFC | Alpecin-Fenix AFC       | Alpecin-Fenix AFC |
| ----------------- | ----------------------- | ----------------- |
| Nr                | Kolarz                  | Miejsce           |
| 131               | Jay Vine (AUS)          | 105.              |
| 132               | Floris De Tier (BEL)    | 49.               |
| 133               | Tobias Bayer (AUT)      | 14.               |
| 134               | Lionel Taminiaux (BEL)  | DNF-1             |
| 135               | Edward Planckaert (BEL) | 88.               |
| 136               | Sacha Modolo (ITA)      | 122.              |
| 137               | Scott Thwaites (GBR)    | 97.               |

| Burgos-BH BBH | Burgos-BH BBH        | Burgos-BH BBH |
| ------------- | -------------------- | ------------- |
| Nr            | Kolarz               | Miejsce       |
| 141           | Ángel Madrazo (ESP)  | 20.           |
| 142           | Daniel Navarro (ESP) | DNF-3         |
| 143           | Mario Aparicio (ESP) | 102.          |
| 144           | Jetse Bol (NED)      | 17.           |
| 145           | Carlos Canal (ESP)   | 113.          |
| 146           | Diego Rubio (ESP)    | 95.           |
| 147           | Óscar Cabedo (ESP)   | 80.           |

| TotalEnergies TDE | TotalEnergies TDE         | TotalEnergies TDE |
| ----------------- | ------------------------- | ----------------- |
| Nr                | Kolarz                    | Miejsce           |
| 151               | Jérémy Cabot (FRA)        | DNF-4             |
| 152               | Víctor de la Parte (ESP)  | 25.               |
| 153               | Marlon Gaillard (FRA)     | 64.               |
| 154               | Damien Gaudin (FRA)       | DNF-5             |
| 155               | Christopher Lawless (GBR) | 120.              |
| 156               | Florian Maitre (FRA)      | 103.              |
| 157               | Adrien Petit (FRA)        | DNF-5             |

| Arkéa-Samsic ARK | Arkéa-Samsic ARK          | Arkéa-Samsic ARK |
| ---------------- | ------------------------- | ---------------- |
| Nr               | Kolarz                    | Miejsce          |
| 161              | Winner Anacona (COL)      | 45.              |
| 162              | Diego Rosa (ITA)          | DNF-3            |
| 163              | Thomas Boudat (FRA)       | 121.             |
| 164              | Miguel Flórez López (COL) | 12.              |
| 165              | Matis Louvel (FRA)        | 54.              |
| 166              | Łukasz Owsian (POL)       | 71.              |
| 167              | Kévin Ledanois (FRA)      | 56.              |

| Caja Rural-Seguros RGA CJR | Caja Rural-Seguros RGA CJR | Caja Rural-Seguros RGA CJR |
| -------------------------- | -------------------------- | -------------------------- |
| Nr                         | Kolarz                     | Miejsce                    |
| 171                        | Jon Aberasturi (ESP)       | 107.                       |
| 172                        | Julen Amezqueta (ESP)      | 73.                        |
| 173                        | Álvaro Cuadros (ESP)       | 78.                        |
| 174                        | Jonathan Lastra (ESP)      | 26.                        |
| 175                        | Oier Lazkano (ESP)         | 91.                        |
| 176                        | Sergio Martín (ESP)        | 67.                        |
| 177                        | Jokin Murguialday (ESP)    | 47.                        |

| Equipo Kern Pharma EKP | Equipo Kern Pharma EKP     | Equipo Kern Pharma EKP |
| ---------------------- | -------------------------- | ---------------------- |
| Nr                     | Kolarz                     | Miejsce                |
| 181                    | Urko Berrade (ESP)         | 16.                    |
| 182                    | Roger Adrià (ESP)          | 15.                    |
| 183                    | Raúl García Pierna (ESP)   | 124.                   |
| 184                    | Francisco Galván (ESP)     | 86.                    |
| 185                    | Jon Agirre (ESP)           | 63.                    |
| 186                    | Carlos García Pierna (ESP) | 50.                    |
| 187                    | Álex Jaime (ESP)           | 109.                   |

| Euskaltel-Euskadi EUS | Euskaltel-Euskadi EUS     | Euskaltel-Euskadi EUS |
| --------------------- | ------------------------- | --------------------- |
| Nr                    | Kolarz                    | Miejsce               |
| 191                   | Mikel Alonso Flores (ESP) | 125.                  |
| 192                   | Mikel Bizkarra (ESP)      | 59.                   |
| 193                   | Mikel Iturria (ESP)       | 22.                   |
| 194                   | Joan Bou (ESP)            | 31.                   |
| 195                   | Gotzon Martín (ESP)       | 53.                   |
| 196                   | Unai Cuadrado (ESP)       | 46.                   |
| 197                   | Luis Ángel Maté (ESP)     | 68.                   |

| Eolo-Kometa EOK | Eolo-Kometa EOK              | Eolo-Kometa EOK |
| --------------- | ---------------------------- | --------------- |
| Nr              | Kolarz                       | Miejsce         |
| 201             | Francesco Gavazzi (ITA)      | DNF-4           |
| 202             | Diego Sevilla (ESP)          | 126.            |
| 203             | Vincenzo Albanese (ITA)      | 62.             |
| 204             | Alejandro Ropero (ESP)       | 89.             |
| 205             | Márton Dina (HUN)            | 110.            |
| 206             | Mark Christian (GBR)         | 32.             |
| 207             | Sergio García González (ESP) | 79.             |

| Bahrain Victorious TBV | Bahrain Victorious TBV  | Bahrain Victorious TBV |
| ---------------------- | ----------------------- | ---------------------- |
| Nr                     | Kolarz                  | Miejsce                |
| 1                      | Mikel Landa (ESP)       | 1.                     |
| 2                      | Yukiya Arashiro (JPN)   | 98.                    |
| 3                      | Damiano Caruso (ITA)    | 13.                    |
| 4                      | Santiago Buitrago (COL) | 8.                     |
| 5                      | Gino Mäder (SUI)        | 60.                    |
| 6                      | Mark Padun (UKR)        | 3.                     |
| 7                      | Stephen Williams (GBR)  | 114.                   |

| Ineos Grenadiers IGD | Ineos Grenadiers IGD         | Ineos Grenadiers IGD |
| -------------------- | ---------------------------- | -------------------- |
| Nr                   | Kolarz                       | Miejsce              |
| 11                   | Egan Bernal (COL)            | 38.                  |
| 12                   | Adam Yates (GBR)             | 96.                  |
| 13                   | Carlos Rodríguez (ESP)       | 94.                  |
| 14                   | Jhonatan Narváez (ECU)       | 90.                  |
| 15                   | Salvatore Puccio (ITA)       | 106.                 |
| 16                   | Pawieł Siwakow (RUS)         | 4.                   |
| 17                   | Daniel Felipe Martínez (COL) | DNS-4                |

| Movistar Team MOV | Movistar Team MOV        | Movistar Team MOV |
| ----------------- | ------------------------ | ----------------- |
| Nr                | Kolarz                   | Miejsce           |
| 21                | Johan Jacobs (SUI)       | 72.               |
| 22                | Gregor Mühlberger (AUT)  | DNS-5             |
| 23                | Nelson Oliveira (POR)    | DNS-5             |
| 24                | Antonio Pedrero (ESP)    | 55.               |
| 25                | José Joaquín Rojas (ESP) | 44.               |
| 26                | Einer Rubio (COL)        | 7.                |
| 27                | Gonzalo Serrano (ESP)    | 40.               |

| Astana-Premier Tech APT | Astana-Premier Tech APT | Astana-Premier Tech APT |
| ----------------------- | ----------------------- | ----------------------- |
| Nr                      | Kolarz                  | Miejsce                 |
| 31                      | Luis León Sánchez (ESP) | 30.                     |
| 32                      | Gorka Izagirre (ESP)    | 37.                     |
| 33                      | Rodrigo Contreras (COL) | 42.                     |
| 34                      | Óscar Rodríguez (ESP)   | 21.                     |
| 35                      | Jurij Natarow (KAZ)     | 35.                     |
| 36                      | Harold Tejada (COL)     | 65.                     |
| 37                      | Aleksandr Własow (RUS)  | 34.                     |

| Bora-Hansgrohe BOH | Bora-Hansgrohe BOH     | Bora-Hansgrohe BOH |
| ------------------ | ---------------------- | ------------------ |
| Nr                 | Kolarz                 | Miejsce            |
| 41                 | Cesare Benedetti (POL) | 87.                |
| 42                 | Marcus Burghardt (GER) | 101.               |
| 43                 | Patrick Gamper (AUT)   | 51.                |
| 45                 | Jordi Meeus (BEL)      | 112.               |
| 46                 | Daniel Oss (ITA)       | 119.               |
| 47                 | Ben Zwiehoff (GER)     | 19.                |

| EF Education-Nippo EFN | EF Education-Nippo EFN | EF Education-Nippo EFN |
| ---------------------- | ---------------------- | ---------------------- |
| Nr                     | Kolarz                 | Miejsce                |
| 51                     | Hugh Carthy (GBR)      | 41.                    |
| 52                     | William Barta (USA)    | 74.                    |
| 53                     | Jonathan Caicedo (ECU) | 77.                    |
| 54                     | Simon Carr (GBR)       | 93.                    |
| 55                     | Lawson Craddock (USA)  | 75.                    |
| 56                     | Jens Keukeleire (BEL)  | 57.                    |
| 57                     | Hideto Nakane (JPN)    | 104.                   |

| Groupama-FDJ GFC | Groupama-FDJ GFC            | Groupama-FDJ GFC |
| ---------------- | --------------------------- | ---------------- |
| Nr               | Kolarz                      | Miejsce          |
| 61               | Alexys Brunel (FRA)         | 92.              |
| 62               | Kevin Geniets (LUX) (szosa) | 39.              |
| 63               | Matthieu Ladagnous (FRA)    | 115.             |
| 64               | Sébastien Reichenbach (SUI) | 10.              |
| 65               | Anthony Roux (FRA)          | 99.              |
| 66               | Lars van den Berg (NED)     | 36.              |
| 67               | Reuben Thompson (NZL)       | 83.              |

| Israel Start-Up Nation ISN | Israel Start-Up Nation ISN       | Israel Start-Up Nation ISN |
| -------------------------- | -------------------------------- | -------------------------- |
| Nr                         | Kolarz                           | Miejsce                    |
| 71                         | Alexander Cataford (CAN)         | 84.                        |
| 72                         | Itamar Einhorn (ISR)             | 123.                       |
| 73                         | Krists Neilands (LAT)            | DNF-3                      |
| 74                         | Gaj Niw (ISR)                    | 118.                       |
| 75                         | James Piccoli (CAN)              | 18.                        |
| 76                         | Mads Würtz Schmidt (DEN) (szosa) | 29.                        |
| 77                         | Sep Vanmarcke (BEL)              | 66.                        |

| BikeExchange BEX | BikeExchange BEX      | BikeExchange BEX |
| ---------------- | --------------------- | ---------------- |
| Nr               | Kolarz                | Miejsce          |
| 81               | Simon Yates (GBR)     | 33.              |
| 82               | Mikel Nieve (ESP)     | 52.              |
| 83               | Sam Bewley (NZL)      | DNF-1            |
| 84               | Choon Huat Goh (SGP)  | DNF-1            |
| 85               | Damien Howson (AUS)   | 116.             |
| 86               | Robert Stannard (AUS) | 70.              |
| 87               | Andriej Zejc (KAZ)    | 43.              |

| UAE Team Emirates UAD | UAE Team Emirates UAD       | UAE Team Emirates UAD |
| --------------------- | --------------------------- | --------------------- |
| Nr                    | Kolarz                      | Miejsce               |
| 91                    | David de la Cruz (ESP)      | 5.                    |
| 92                    | Andrés Camilo Ardila (COL)  | 11.                   |
| 93                    | Finn Fisher-Black (NZL)     | 76.                   |
| 94                    | Juan Sebastián Molano (COL) | 111.                  |
| 95                    | Cristian Camilo Muñoz (COL) | 69.                   |
| 96                    | Matteo Trentin (ITA)        | 81.                   |
| 97                    | Joe Dombrowski (USA)        | 100.                  |

| Qhubeka NextHash TQA | Qhubeka NextHash TQA              | Qhubeka NextHash TQA |
| -------------------- | --------------------------------- | -------------------- |
| Nr                   | Kolarz                            | Miejsce              |
| 101                  | Fabio Aru (ITA)                   | 2.                   |
| 102                  | Sander Armée (BEL)                | DNS-5                |
| 103                  | Bert-Jan Lindeman (NED)           | 108.                 |
| 104                  | Domenico Pozzovivo (ITA)          | DNS-5                |
| 105                  | Dylan Sunderland (AUS)            | 117.                 |
| 106                  | Reinardt Janse van Rensburg (RSA) | 85.                  |
| 107                  | Emil Vinjebo (DEN)                | DNF-2                |

| AG2R Citroën Team ACT | AG2R Citroën Team ACT   | AG2R Citroën Team ACT |
| --------------------- | ----------------------- | --------------------- |
| Nr                    | Kolarz                  | Miejsce               |
| 111                   | François Bidard (FRA)   | 48.                   |
| 112                   | Geoffrey Bouchard (FRA) | 9.                    |
| 113                   | Lilian Calmejane (FRA)  | 27.                   |
| 114                   | Mikaël Cherel (FRA)     | 28.                   |
| 115                   | Jaakko Hänninen (FIN)   | DNS-5                 |
| 116                   | Marc Sarreau (FRA)      | DNF-5                 |
| 117                   | Damien Touzé (FRA)      | 58.                   |

| Team DSM DSM | Team DSM DSM          | Team DSM DSM |
| ------------ | --------------------- | ------------ |
| Nr           | Kolarz                | Miejsce      |
| 121          | Romain Bardet (FRA)   | 6.           |
| 122          | Thymen Arensman (NED) | 23.          |
| 123          | Alberto Dainese (ITA) | DNF-5        |
| 124          | Nico Denz (GER)       | DNF-5        |
| 125          | Chad Haga (USA)       | 61.          |
| 126          | Chris Hamilton (AUS)  | 82.          |
| 127          | Martijn Tusveld (NED) | 24.          |

| Alpecin-Fenix AFC | Alpecin-Fenix AFC       | Alpecin-Fenix AFC |
| ----------------- | ----------------------- | ----------------- |
| Nr                | Kolarz                  | Miejsce           |
| 131               | Jay Vine (AUS)          | 105.              |
| 132               | Floris De Tier (BEL)    | 49.               |
| 133               | Tobias Bayer (AUT)      | 14.               |
| 134               | Lionel Taminiaux (BEL)  | DNF-1             |
| 135               | Edward Planckaert (BEL) | 88.               |
| 136               | Sacha Modolo (ITA)      | 122.              |
| 137               | Scott Thwaites (GBR)    | 97.               |

| Burgos-BH BBH | Burgos-BH BBH        | Burgos-BH BBH |
| ------------- | -------------------- | ------------- |
| Nr            | Kolarz               | Miejsce       |
| 141           | Ángel Madrazo (ESP)  | 20.           |
| 142           | Daniel Navarro (ESP) | DNF-3         |
| 143           | Mario Aparicio (ESP) | 102.          |
| 144           | Jetse Bol (NED)      | 17.           |
| 145           | Carlos Canal (ESP)   | 113.          |
| 146           | Diego Rubio (ESP)    | 95.           |
| 147           | Óscar Cabedo (ESP)   | 80.           |

| TotalEnergies TDE | TotalEnergies TDE         | TotalEnergies TDE |
| ----------------- | ------------------------- | ----------------- |
| Nr                | Kolarz                    | Miejsce           |
| 151               | Jérémy Cabot (FRA)        | DNF-4             |
| 152               | Víctor de la Parte (ESP)  | 25.               |
| 153               | Marlon Gaillard (FRA)     | 64.               |
| 154               | Damien Gaudin (FRA)       | DNF-5             |
| 155               | Christopher Lawless (GBR) | 120.              |
| 156               | Florian Maitre (FRA)      | 103.              |
| 157               | Adrien Petit (FRA)        | DNF-5             |

| Arkéa-Samsic ARK | Arkéa-Samsic ARK          | Arkéa-Samsic ARK |
| ---------------- | ------------------------- | ---------------- |
| Nr               | Kolarz                    | Miejsce          |
| 161              | Winner Anacona (COL)      | 45.              |
| 162              | Diego Rosa (ITA)          | DNF-3            |
| 163              | Thomas Boudat (FRA)       | 121.             |
| 164              | Miguel Flórez López (COL) | 12.              |
| 165              | Matis Louvel (FRA)        | 54.              |
| 166              | Łukasz Owsian (POL)       | 71.              |
| 167              | Kévin Ledanois (FRA)      | 56.              |

| Caja Rural-Seguros RGA CJR | Caja Rural-Seguros RGA CJR | Caja Rural-Seguros RGA CJR |
| -------------------------- | -------------------------- | -------------------------- |
| Nr                         | Kolarz                     | Miejsce                    |
| 171                        | Jon Aberasturi (ESP)       | 107.                       |
| 172                        | Julen Amezqueta (ESP)      | 73.                        |
| 173                        | Álvaro Cuadros (ESP)       | 78.                        |
| 174                        | Jonathan Lastra (ESP)      | 26.                        |
| 175                        | Oier Lazkano (ESP)         | 91.                        |
| 176                        | Sergio Martín (ESP)        | 67.                        |
| 177                        | Jokin Murguialday (ESP)    | 47.                        |

| Equipo Kern Pharma EKP | Equipo Kern Pharma EKP     | Equipo Kern Pharma EKP |
| ---------------------- | -------------------------- | ---------------------- |
| Nr                     | Kolarz                     | Miejsce                |
| 181                    | Urko Berrade (ESP)         | 16.                    |
| 182                    | Roger Adrià (ESP)          | 15.                    |
| 183                    | Raúl García Pierna (ESP)   | 124.                   |
| 184                    | Francisco Galván (ESP)     | 86.                    |
| 185                    | Jon Agirre (ESP)           | 63.                    |
| 186                    | Carlos García Pierna (ESP) | 50.                    |
| 187                    | Álex Jaime (ESP)           | 109.                   |

| Euskaltel-Euskadi EUS | Euskaltel-Euskadi EUS     | Euskaltel-Euskadi EUS |
| --------------------- | ------------------------- | --------------------- |
| Nr                    | Kolarz                    | Miejsce               |
| 191                   | Mikel Alonso Flores (ESP) | 125.                  |
| 192                   | Mikel Bizkarra (ESP)      | 59.                   |
| 193                   | Mikel Iturria (ESP)       | 22.                   |
| 194                   | Joan Bou (ESP)            | 31.                   |
| 195                   | Gotzon Martín (ESP)       | 53.                   |
| 196                   | Unai Cuadrado (ESP)       | 46.                   |
| 197                   | Luis Ángel Maté (ESP)     | 68.                   |

| Eolo-Kometa EOK | Eolo-Kometa EOK              | Eolo-Kometa EOK |
| --------------- | ---------------------------- | --------------- |
| Nr              | Kolarz                       | Miejsce         |
| 201             | Francesco Gavazzi (ITA)      | DNF-4           |
| 202             | Diego Sevilla (ESP)          | 126.            |
| 203             | Vincenzo Albanese (ITA)      | 62.             |
| 204             | Alejandro Ropero (ESP)       | 89.             |
| 205             | Márton Dina (HUN)            | 110.            |
| 206             | Mark Christian (GBR)         | 32.             |
| 207             | Sergio García González (ESP) | 79.             |

Legenda: DNF – nie ukończył etapu, OTL – przekroczył limit czasu, DNS – nie wystartował do etapu, DSQ – zdyskwalifikowany. Numer przy skrócie oznacza etap, na którym kolarz opuścił wyścig.

## Wyniki etapów

### Etap 1
| Burgos - Burgos | górzysty | (161 km) |

| \| Klasyfikacja etapu \| Klasyfikacja etapu \| Klasyfikacja etapu \| Klasyfikacja etapu \| Klasyfikacja etapu \| \| Kolarz \| Kolarz \| Państwo \| Drużyna \| Czas \| \| ------------------ \| ------------------- \| ------------------ \| ------------------ \| ------------------ \| \| 1. \| Edward Planckaert \| Belgia \| Alpecin-Fenix \| 3h 34' 42" \| \| 2. \| Gonzalo Serrano \| Hiszpania \| Movistar Team \| + 0" \| \| 3. \| Vincenzo Albanese \| Włochy \| Eolo-Kometa \| + 1" \| \| 4. \| Santiago Buitrago \| Kolumbia \| Bahrain Victorious \| + 1" \| \| 5. \| Romain Bardet \| Francja \| Team DSM \| + 3" \| \| 6. \| Robert Stannard \| Australia \| BikeExchange \| + 9" \| \| 7. \| Miguel Flórez López \| Kolumbia \| Arkéa-Samsic \| + 9" \| \| 8. \| Jetse Bol \| Holandia \| Burgos-BH \| + 9" \| \| 9. \| Mikel Landa \| Hiszpania \| Bahrain Victorious \| + 9" \| \| 10. \| Kévin Ledanois \| Francja \| Arkéa-Samsic \| + 9" \| |                     |           |                    |            |
| |                     |           |                    |            |
| Źródło: ProCyclingStats |                     |           |                    |            |
| Klasyfikacja etapu |                     |           |                    |            |
| Kolarz | Kolarz              | Państwo   | Drużyna            | Czas       |
| 1. | Edward Planckaert   | Belgia    | Alpecin-Fenix      | 3h 34' 42" |
| 2. | Gonzalo Serrano     | Hiszpania | Movistar Team      | + 0"       |
| 3. | Vincenzo Albanese   | Włochy    | Eolo-Kometa        | + 1"       |
| 4. | Santiago Buitrago   | Kolumbia  | Bahrain Victorious | + 1"       |
| 5. | Romain Bardet       | Francja   | Team DSM           | + 3"       |
| 6. | Robert Stannard     | Australia | BikeExchange       | + 9"       |
| 7. | Miguel Flórez López | Kolumbia  | Arkéa-Samsic       | + 9"       |
| 8. | Jetse Bol           | Holandia  | Burgos-BH          | + 9"       |
| 9. | Mikel Landa         | Hiszpania | Bahrain Victorious | + 9"       |
| 10. | Kévin Ledanois      | Francja   | Arkéa-Samsic       | + 9"       |

| \| Klasyfikacja generalna \| Klasyfikacja generalna \| Klasyfikacja generalna \| Klasyfikacja generalna \| Klasyfikacja generalna \| \| Kolarz \| Kolarz \| Państwo \| Drużyna \| Czas \| \| ---------------------- \| ---------------------- \| ---------------------- \| ---------------------- \| ---------------------- \| \| 1. \| Edward Planckaert \| Belgia \| Alpecin-Fenix \| 3h 34' 42" \| \| 2. \| Gonzalo Serrano \| Hiszpania \| Movistar Team \| + 0" \| \| 3. \| Vincenzo Albanese \| Włochy \| Eolo-Kometa \| + 1" \| \| 4. \| Santiago Buitrago \| Kolumbia \| Bahrain Victorious \| + 1" \| \| 5. \| Romain Bardet \| Francja \| Team DSM \| + 3" \| \| 6. \| Robert Stannard \| Australia \| BikeExchange \| + 9" \| \| 7. \| Miguel Flórez López \| Kolumbia \| Arkéa-Samsic \| + 9" \| \| 8. \| Jetse Bol \| Holandia \| Burgos-BH \| + 9" \| \| 9. \| Mikel Landa \| Hiszpania \| Bahrain Victorious \| + 9" \| \| 10. \| Kévin Ledanois \| Francja \| Arkéa-Samsic \| + 9" \| |                     |           |                    |            |
| |                     |           |                    |            |
| Źródło: ProCyclingStats |                     |           |                    |            |
| Klasyfikacja generalna |                     |           |                    |            |
| Kolarz | Kolarz              | Państwo   | Drużyna            | Czas       |
| 1. | Edward Planckaert   | Belgia    | Alpecin-Fenix      | 3h 34' 42" |
| 2. | Gonzalo Serrano     | Hiszpania | Movistar Team      | + 0"       |
| 3. | Vincenzo Albanese   | Włochy    | Eolo-Kometa        | + 1"       |
| 4. | Santiago Buitrago   | Kolumbia  | Bahrain Victorious | + 1"       |
| 5. | Romain Bardet       | Francja   | Team DSM           | + 3"       |
| 6. | Robert Stannard     | Australia | BikeExchange       | + 9"       |
| 7. | Miguel Flórez López | Kolumbia  | Arkéa-Samsic       | + 9"       |
| 8. | Jetse Bol           | Holandia  | Burgos-BH          | + 9"       |
| 9. | Mikel Landa         | Hiszpania | Bahrain Victorious | + 9"       |
| 10. | Kévin Ledanois      | Francja   | Arkéa-Samsic       | + 9"       |

### Etap 2
| Tardajos - Briviesca | pagórkowaty | (175 km) |

| \| Klasyfikacja etapu \| Klasyfikacja etapu \| Klasyfikacja etapu \| Klasyfikacja etapu \| Klasyfikacja etapu \| \| Kolarz \| Kolarz \| Państwo \| Drużyna \| Czas \| \| ------------------ \| --------------------------- \| ------------------ \| ---------------------- \| ------------------ \| \| 1. \| Juan Sebastián Molano \| Kolumbia \| UAE Team Emirates \| 3h 55' 39" \| \| 2. \| Alberto Dainese \| Włochy \| Team DSM \| + 0" \| \| 3. \| Matteo Trentin \| Włochy \| UAE Team Emirates \| + 0" \| \| 4. \| Jordi Meeus \| Belgia \| Bora-Hansgrohe \| + 0" \| \| 5. \| Jon Aberasturi \| Hiszpania \| Caja Rural-Seguros RGA \| + 0" \| \| 6. \| Reinardt Janse van Rensburg \| Południowa Afryka \| Qhubeka NextHash \| + 0" \| \| 7. \| Itamar Einhorn \| Izrael \| Israel Start-Up Nation \| + 0" \| \| 8. \| Christopher Lawless \| Wielka Brytania \| TotalEnergies \| + 0" \| \| 9. \| Marc Sarreau \| Francja \| AG2R Citroën Team \| + 0" \| \| 10. \| Gonzalo Serrano \| Hiszpania \| Movistar Team \| + 0" \| |                             |                   |                        |            |
| |                             |                   |                        |            |
| Źródło: ProCyclingStats |                             |                   |                        |            |
| Klasyfikacja etapu |                             |                   |                        |            |
| Kolarz | Kolarz                      | Państwo           | Drużyna                | Czas       |
| 1. | Juan Sebastián Molano       | Kolumbia          | UAE Team Emirates      | 3h 55' 39" |
| 2. | Alberto Dainese             | Włochy            | Team DSM               | + 0"       |
| 3. | Matteo Trentin              | Włochy            | UAE Team Emirates      | + 0"       |
| 4. | Jordi Meeus                 | Belgia            | Bora-Hansgrohe         | + 0"       |
| 5. | Jon Aberasturi              | Hiszpania         | Caja Rural-Seguros RGA | + 0"       |
| 6. | Reinardt Janse van Rensburg | Południowa Afryka | Qhubeka NextHash       | + 0"       |
| 7. | Itamar Einhorn              | Izrael            | Israel Start-Up Nation | + 0"       |
| 8. | Christopher Lawless         | Wielka Brytania   | TotalEnergies          | + 0"       |
| 9. | Marc Sarreau                | Francja           | AG2R Citroën Team      | + 0"       |
| 10. | Gonzalo Serrano             | Hiszpania         | Movistar Team          | + 0"       |

| \| Klasyfikacja generalna \| Klasyfikacja generalna \| Klasyfikacja generalna \| Klasyfikacja generalna \| Klasyfikacja generalna \| \| Kolarz \| Kolarz \| Państwo \| Drużyna \| Czas \| \| ---------------------- \| ---------------------- \| ---------------------- \| ---------------------- \| ---------------------- \| \| 1. \| Gonzalo Serrano \| Hiszpania \| Movistar Team \| 7h 30' 21" \| \| 2. \| Edward Planckaert \| Belgia \| Alpecin-Fenix \| + 0" \| \| 3. \| Vincenzo Albanese \| Włochy \| Eolo-Kometa \| + 1" \| \| 4. \| Santiago Buitrago \| Kolumbia \| Bahrain Victorious \| + 1" \| \| 5. \| Romain Bardet \| Francja \| Team DSM \| + 3" \| \| 6. \| Robert Stannard \| Australia \| BikeExchange \| + 9" \| \| 7. \| Jetse Bol \| Holandia \| Burgos-BH \| + 9" \| \| 8. \| Mikel Landa \| Hiszpania \| Bahrain Victorious \| + 9" \| \| 9. \| Miguel Flórez López \| Kolumbia \| Arkéa-Samsic \| + 9" \| \| 10. \| Jonathan Lastra \| Hiszpania \| Caja Rural-Seguros RGA \| + 9" \| |                     |           |                        |            |
| |                     |           |                        |            |
| Źródło: ProCyclingStats |                     |           |                        |            |
| Klasyfikacja generalna |                     |           |                        |            |
| Kolarz | Kolarz              | Państwo   | Drużyna                | Czas       |
| 1. | Gonzalo Serrano     | Hiszpania | Movistar Team          | 7h 30' 21" |
| 2. | Edward Planckaert   | Belgia    | Alpecin-Fenix          | + 0"       |
| 3. | Vincenzo Albanese   | Włochy    | Eolo-Kometa            | + 1"       |
| 4. | Santiago Buitrago   | Kolumbia  | Bahrain Victorious     | + 1"       |
| 5. | Romain Bardet       | Francja   | Team DSM               | + 3"       |
| 6. | Robert Stannard     | Australia | BikeExchange           | + 9"       |
| 7. | Jetse Bol           | Holandia  | Burgos-BH              | + 9"       |
| 8. | Mikel Landa         | Hiszpania | Bahrain Victorious     | + 9"       |
| 9. | Miguel Flórez López | Kolumbia  | Arkéa-Samsic           | + 9"       |
| 10. | Jonathan Lastra     | Hiszpania | Caja Rural-Seguros RGA | + 9"       |

### Etap 3
| Busto de Bureba - Espinosa de los Monteros | górski | (173 km) |

| \| Klasyfikacja etapu \| Klasyfikacja etapu \| Klasyfikacja etapu \| Klasyfikacja etapu \| Klasyfikacja etapu \| \| Kolarz \| Kolarz \| Państwo \| Drużyna \| Czas \| \| ------------------ \| ------------------ \| ------------------ \| ------------------- \| ------------------ \| \| 1. \| Romain Bardet \| Francja \| Team DSM \| 4h 14' 14" \| \| 2. \| Domenico Pozzovivo \| Włochy \| Qhubeka NextHash \| + 39" \| \| 3. \| Mikel Landa \| Hiszpania \| Bahrain Victorious \| + 39" \| \| 4. \| Mikel Nieve \| Hiszpania \| BikeExchange \| + 39" \| \| 5. \| Tobias Bayer \| Austria \| Alpecin-Fenix \| + 50" \| \| 6. \| Mark Padun \| Ukraina \| Bahrain Victorious \| + 50" \| \| 7. \| Fabio Aru \| Włochy \| Qhubeka NextHash \| + 50" \| \| 8. \| Aleksandr Własow \| Rosja \| Astana-Premier Tech \| + 50" \| \| 9. \| David de la Cruz \| Hiszpania \| UAE Team Emirates \| + 50" \| \| 10. \| Óscar Rodríguez \| Hiszpania \| Astana-Premier Tech \| + 50" \| |                    |           |                     |            |
| |                    |           |                     |            |
| Źródło: ProCyclingStats |                    |           |                     |            |
| Klasyfikacja etapu |                    |           |                     |            |
| Kolarz | Kolarz             | Państwo   | Drużyna             | Czas       |
| 1. | Romain Bardet      | Francja   | Team DSM            | 4h 14' 14" |
| 2. | Domenico Pozzovivo | Włochy    | Qhubeka NextHash    | + 39"      |
| 3. | Mikel Landa        | Hiszpania | Bahrain Victorious  | + 39"      |
| 4. | Mikel Nieve        | Hiszpania | BikeExchange        | + 39"      |
| 5. | Tobias Bayer       | Austria   | Alpecin-Fenix       | + 50"      |
| 6. | Mark Padun         | Ukraina   | Bahrain Victorious  | + 50"      |
| 7. | Fabio Aru          | Włochy    | Qhubeka NextHash    | + 50"      |
| 8. | Aleksandr Własow   | Rosja     | Astana-Premier Tech | + 50"      |
| 9. | David de la Cruz   | Hiszpania | UAE Team Emirates   | + 50"      |
| 10. | Óscar Rodríguez    | Hiszpania | Astana-Premier Tech | + 50"      |

| \| Klasyfikacja generalna \| Klasyfikacja generalna \| Klasyfikacja generalna \| Klasyfikacja generalna \| Klasyfikacja generalna \| \| Kolarz \| Kolarz \| Państwo \| Drużyna \| Czas \| \| ---------------------- \| ---------------------- \| ---------------------- \| ---------------------- \| ---------------------- \| \| 1. \| Romain Bardet \| Francja \| Team DSM \| 12h 22' 00" \| \| 2. \| Mikel Landa \| Hiszpania \| Bahrain Victorious \| + 45" \| \| 3. \| Domenico Pozzovivo \| Włochy \| Qhubeka NextHash \| + 58" \| \| 4. \| Fabio Aru \| Włochy \| Qhubeka NextHash \| + 1' 00" \| \| 5. \| David de la Cruz \| Hiszpania \| UAE Team Emirates \| + 1' 00" \| \| 6. \| Geoffrey Bouchard \| Francja \| AG2R Citroën Team \| + 1' 00" \| \| 7. \| Mark Padun \| Ukraina \| Bahrain Victorious \| + 1' 05" \| \| 8. \| Pawieł Siwakow \| Rosja \| Ineos Grenadiers \| + 1' 07" \| \| 9. \| Santiago Buitrago \| Kolumbia \| Bahrain Victorious \| + 1' 36" \| \| 10. \| Jaakko Hänninen \| Finlandia \| AG2R Citroën Team \| + 1' 45" \| |                    |           |                    |             |
| |                    |           |                    |             |
| Źródło: ProCyclingStats |                    |           |                    |             |
| Klasyfikacja generalna |                    |           |                    |             |
| Kolarz | Kolarz             | Państwo   | Drużyna            | Czas        |
| 1. | Romain Bardet      | Francja   | Team DSM           | 12h 22' 00" |
| 2. | Mikel Landa        | Hiszpania | Bahrain Victorious | + 45"       |
| 3. | Domenico Pozzovivo | Włochy    | Qhubeka NextHash   | + 58"       |
| 4. | Fabio Aru          | Włochy    | Qhubeka NextHash   | + 1' 00"    |
| 5. | David de la Cruz   | Hiszpania | UAE Team Emirates  | + 1' 00"    |
| 6. | Geoffrey Bouchard  | Francja   | AG2R Citroën Team  | + 1' 00"    |
| 7. | Mark Padun         | Ukraina   | Bahrain Victorious | + 1' 05"    |
| 8. | Pawieł Siwakow     | Rosja     | Ineos Grenadiers   | + 1' 07"    |
| 9. | Santiago Buitrago  | Kolumbia  | Bahrain Victorious | + 1' 36"    |
| 10. | Jaakko Hänninen    | Finlandia | AG2R Citroën Team  | + 1' 45"    |

### Etap 4
| Roa - Aranda de Duero | płaski | (149 km) |

| \| Klasyfikacja etapu \| Klasyfikacja etapu \| Klasyfikacja etapu \| Klasyfikacja etapu \| Klasyfikacja etapu \| \| Kolarz \| Kolarz \| Państwo \| Drużyna \| Czas \| \| ------------------ \| --------------------- \| ------------------ \| ---------------------- \| ------------------ \| \| 1. \| Juan Sebastián Molano \| Kolumbia \| UAE Team Emirates \| 3h 20' 28" \| \| 2. \| Jon Aberasturi \| Hiszpania \| Caja Rural-Seguros RGA \| + 0" \| \| 3. \| Vincenzo Albanese \| Włochy \| Eolo-Kometa \| + 0" \| \| 4. \| Matteo Trentin \| Włochy \| UAE Team Emirates \| + 0" \| \| 5. \| Jordi Meeus \| Belgia \| Bora-Hansgrohe \| + 0" \| \| 6. \| Marc Sarreau \| Francja \| AG2R Citroën Team \| + 0" \| \| 7. \| Sacha Modolo \| Włochy \| Alpecin-Fenix \| + 0" \| \| 8. \| Gonzalo Serrano \| Hiszpania \| Movistar Team \| + 0" \| \| 9. \| Itamar Einhorn \| Izrael \| Israel Start-Up Nation \| + 0" \| \| 10. \| José Joaquín Rojas \| Hiszpania \| Movistar Team \| + 0" \| |                       |           |                        |            |
| |                       |           |                        |            |
| Źródło: ProCyclingStats |                       |           |                        |            |
| Klasyfikacja etapu |                       |           |                        |            |
| Kolarz | Kolarz                | Państwo   | Drużyna                | Czas       |
| 1. | Juan Sebastián Molano | Kolumbia  | UAE Team Emirates      | 3h 20' 28" |
| 2. | Jon Aberasturi        | Hiszpania | Caja Rural-Seguros RGA | + 0"       |
| 3. | Vincenzo Albanese     | Włochy    | Eolo-Kometa            | + 0"       |
| 4. | Matteo Trentin        | Włochy    | UAE Team Emirates      | + 0"       |
| 5. | Jordi Meeus           | Belgia    | Bora-Hansgrohe         | + 0"       |
| 6. | Marc Sarreau          | Francja   | AG2R Citroën Team      | + 0"       |
| 7. | Sacha Modolo          | Włochy    | Alpecin-Fenix          | + 0"       |
| 8. | Gonzalo Serrano       | Hiszpania | Movistar Team          | + 0"       |
| 9. | Itamar Einhorn        | Izrael    | Israel Start-Up Nation | + 0"       |
| 10. | José Joaquín Rojas    | Hiszpania | Movistar Team          | + 0"       |

| \| Klasyfikacja generalna \| Klasyfikacja generalna \| Klasyfikacja generalna \| Klasyfikacja generalna \| Klasyfikacja generalna \| \| Kolarz \| Kolarz \| Państwo \| Drużyna \| Czas \| \| ---------------------- \| ---------------------- \| ---------------------- \| ---------------------- \| ---------------------- \| \| 1. \| Romain Bardet \| Francja \| Team DSM \| 15h 05' 06" \| \| 2. \| Mikel Landa \| Hiszpania \| Bahrain Victorious \| + 45" \| \| 3. \| David de la Cruz \| Hiszpania \| UAE Team Emirates \| + 1' 00" \| \| 4. \| Fabio Aru \| Włochy \| Qhubeka NextHash \| + 1' 00" \| \| 5. \| Mark Padun \| Ukraina \| Bahrain Victorious \| + 1' 05" \| \| 6. \| Pawieł Siwakow \| Rosja \| Ineos Grenadiers \| + 1' 07" \| \| 7. \| Geoffrey Bouchard \| Francja \| AG2R Citroën Team \| + 1' 08" \| \| 8. \| Domenico Pozzovivo \| Włochy \| Qhubeka NextHash \| + 1' 18" \| \| 9. \| Santiago Buitrago \| Kolumbia \| Bahrain Victorious \| + 1' 41" \| \| 10. \| Jaakko Hänninen \| Finlandia \| AG2R Citroën Team \| + 1' 53" \| |                    |           |                    |             |
| |                    |           |                    |             |
| Źródło: ProCyclingStats |                    |           |                    |             |
| Klasyfikacja generalna |                    |           |                    |             |
| Kolarz | Kolarz             | Państwo   | Drużyna            | Czas        |
| 1. | Romain Bardet      | Francja   | Team DSM           | 15h 05' 06" |
| 2. | Mikel Landa        | Hiszpania | Bahrain Victorious | + 45"       |
| 3. | David de la Cruz   | Hiszpania | UAE Team Emirates  | + 1' 00"    |
| 4. | Fabio Aru          | Włochy    | Qhubeka NextHash   | + 1' 00"    |
| 5. | Mark Padun         | Ukraina   | Bahrain Victorious | + 1' 05"    |
| 6. | Pawieł Siwakow     | Rosja     | Ineos Grenadiers   | + 1' 07"    |
| 7. | Geoffrey Bouchard  | Francja   | AG2R Citroën Team  | + 1' 08"    |
| 8. | Domenico Pozzovivo | Włochy    | Qhubeka NextHash   | + 1' 18"    |
| 9. | Santiago Buitrago  | Kolumbia  | Bahrain Victorious | + 1' 41"    |
| 10. | Jaakko Hänninen    | Finlandia | AG2R Citroën Team  | + 1' 53"    |

### Etap 5
| Comunero de Revenga - Lagunas de Neila | górski | (146 km) |

| \| Klasyfikacja etapu \| Klasyfikacja etapu \| Klasyfikacja etapu \| Klasyfikacja etapu \| Klasyfikacja etapu \| \| Kolarz \| Kolarz \| Państwo \| Drużyna \| Czas \| \| ------------------ \| ------------------ \| ------------------ \| ------------------ \| ------------------ \| \| 1. \| Hugh Carthy \| Wielka Brytania \| EF Education-Nippo \| 3h 23' 53" \| \| 2. \| Einer Rubio \| Kolumbia \| Movistar Team \| + 5" \| \| 3. \| Simon Yates \| Wielka Brytania \| BikeExchange \| + 7" \| \| 4. \| Egan Bernal \| Kolumbia \| Ineos Grenadiers \| + 13" \| \| 5. \| Jay Vine \| Australia \| Alpecin-Fenix \| + 14" \| \| 6. \| Mikel Landa \| Hiszpania \| Bahrain Victorious \| + 16" \| \| 7. \| Santiago Buitrago \| Kolumbia \| Bahrain Victorious \| + 29" \| \| 8. \| Fabio Aru \| Włochy \| Qhubeka NextHash \| + 37" \| \| 9. \| Mark Padun \| Ukraina \| Bahrain Victorious \| + 39" \| \| 10. \| Mikel Bizkarra \| Hiszpania \| Euskaltel-Euskadi \| + 43" \| |                   |                 |                    |            |
| |                   |                 |                    |            |
| Źródło: ProCyclingStats |                   |                 |                    |            |
| Klasyfikacja etapu |                   |                 |                    |            |
| Kolarz | Kolarz            | Państwo         | Drużyna            | Czas       |
| 1. | Hugh Carthy       | Wielka Brytania | EF Education-Nippo | 3h 23' 53" |
| 2. | Einer Rubio       | Kolumbia        | Movistar Team      | + 5"       |
| 3. | Simon Yates       | Wielka Brytania | BikeExchange       | + 7"       |
| 4. | Egan Bernal       | Kolumbia        | Ineos Grenadiers   | + 13"      |
| 5. | Jay Vine          | Australia       | Alpecin-Fenix      | + 14"      |
| 6. | Mikel Landa       | Hiszpania       | Bahrain Victorious | + 16"      |
| 7. | Santiago Buitrago | Kolumbia        | Bahrain Victorious | + 29"      |
| 8. | Fabio Aru         | Włochy          | Qhubeka NextHash   | + 37"      |
| 9. | Mark Padun        | Ukraina         | Bahrain Victorious | + 39"      |
| 10. | Mikel Bizkarra    | Hiszpania       | Euskaltel-Euskadi  | + 43"      |

## Klasyfikacje

### Klasyfikacja generalna
| \| Klasyfikacja generalna \| Klasyfikacja generalna \| Klasyfikacja generalna \| Klasyfikacja generalna \| Klasyfikacja generalna \| \| Kolarz \| Kolarz \| Państwo \| Drużyna \| Czas \| \| ---------------------- \| ---------------------- \| ---------------------- \| ---------------------- \| ---------------------- \| \| 1. \| Mikel Landa \| Hiszpania \| Bahrain Victorious \| 18h 30' 00" \| \| 2. \| Fabio Aru \| Włochy \| Qhubeka NextHash \| + 36" \| \| 3. \| Mark Padun \| Ukraina \| Bahrain Victorious \| + 43" \| \| 4. \| Pawieł Siwakow \| Rosja \| Ineos Grenadiers \| + 49" \| \| 5. \| David de la Cruz \| Hiszpania \| UAE Team Emirates \| + 51" \| \| 6. \| Romain Bardet \| Francja \| Team DSM \| + 53" \| \| 7. \| Einer Rubio \| Kolumbia \| Movistar Team \| + 58" \| \| 8. \| Santiago Buitrago \| Kolumbia \| Bahrain Victorious \| + 1' 09" \| \| 9. \| Geoffrey Bouchard \| Francja \| AG2R Citroën Team \| + 1' 21" \| \| 10. \| Sébastien Reichenbach \| Szwajcaria \| Groupama-FDJ \| + 1' 39" \| |                       |            |                    |             |
| |                       |            |                    |             |
| Źródło: ProCyclingStats |                       |            |                    |             |
| Klasyfikacja generalna |                       |            |                    |             |
| Kolarz | Kolarz                | Państwo    | Drużyna            | Czas        |
| 1. | Mikel Landa           | Hiszpania  | Bahrain Victorious | 18h 30' 00" |
| 2. | Fabio Aru             | Włochy     | Qhubeka NextHash   | + 36"       |
| 3. | Mark Padun            | Ukraina    | Bahrain Victorious | + 43"       |
| 4. | Pawieł Siwakow        | Rosja      | Ineos Grenadiers   | + 49"       |
| 5. | David de la Cruz      | Hiszpania  | UAE Team Emirates  | + 51"       |
| 6. | Romain Bardet         | Francja    | Team DSM           | + 53"       |
| 7. | Einer Rubio           | Kolumbia   | Movistar Team      | + 58"       |
| 8. | Santiago Buitrago     | Kolumbia   | Bahrain Victorious | + 1' 09"    |
| 9. | Geoffrey Bouchard     | Francja    | AG2R Citroën Team  | + 1' 21"    |
| 10. | Sébastien Reichenbach | Szwajcaria | Groupama-FDJ       | + 1' 39"    |

| Klasyfikacja punktowa | Klasyfikacja punktowa | Klasyfikacja punktowa | Klasyfikacja punktowa  | Klasyfikacja punktowa |
| Kolarz                | Kolarz                | Państwo               | Drużyna                | Punkty                |
| --------------------- | --------------------- | --------------------- | ---------------------- | --------------------- |
| 1.                    | Juan Sebastián Molano | Kolumbia              | UAE Team Emirates      | 50 pkt                |
| 2.                    | Romain Bardet         | Francja               | Team DSM               | 37 pkt                |
| 3.                    | Mikel Landa           | Hiszpania             | Bahrain Victorious     | 33 pkt                |
| 4.                    | Vincenzo Albanese     | Włochy                | Eolo-Kometa            | 32 pkt                |
| 5.                    | Jon Aberasturi        | Hiszpania             | Caja Rural-Seguros RGA | 32 pkt                |

| Klasyfikacja punktowa | Klasyfikacja punktowa | Klasyfikacja punktowa | Klasyfikacja punktowa  | Klasyfikacja punktowa |
| Kolarz                | Kolarz                | Państwo               | Drużyna                | Punkty                |
| --------------------- | --------------------- | --------------------- | ---------------------- | --------------------- |
| 1.                    | Juan Sebastián Molano | Kolumbia              | UAE Team Emirates      | 50 pkt                |
| 2.                    | Romain Bardet         | Francja               | Team DSM               | 37 pkt                |
| 3.                    | Mikel Landa           | Hiszpania             | Bahrain Victorious     | 33 pkt                |
| 4.                    | Vincenzo Albanese     | Włochy                | Eolo-Kometa            | 32 pkt                |
| 5.                    | Jon Aberasturi        | Hiszpania             | Caja Rural-Seguros RGA | 32 pkt                |

| Klasyfikacja górska | Klasyfikacja górska | Klasyfikacja górska | Klasyfikacja górska | Klasyfikacja górska |
| Kolarz              | Kolarz              | Państwo             | Drużyna             | Punkty              |
| ------------------- | ------------------- | ------------------- | ------------------- | ------------------- |
| 1.                  | Romain Bardet       | Francja             | Team DSM            | 30 pkt              |
| 2.                  | Hugh Carthy         | Wielka Brytania     | EF Education-Nippo  | 30 pkt              |
| 3.                  | Mikel Landa         | Hiszpania           | Bahrain Victorious  | 30 pkt              |
| 4.                  | Einer Rubio         | Kolumbia            | Movistar Team       | 25 pkt              |
| 5.                  | Geoffrey Bouchard   | Francja             | AG2R Citroën Team   | 25 pkt              |

| Klasyfikacja górska | Klasyfikacja górska | Klasyfikacja górska | Klasyfikacja górska | Klasyfikacja górska |
| Kolarz              | Kolarz              | Państwo             | Drużyna             | Punkty              |
| ------------------- | ------------------- | ------------------- | ------------------- | ------------------- |
| 1.                  | Romain Bardet       | Francja             | Team DSM            | 30 pkt              |
| 2.                  | Hugh Carthy         | Wielka Brytania     | EF Education-Nippo  | 30 pkt              |
| 3.                  | Mikel Landa         | Hiszpania           | Bahrain Victorious  | 30 pkt              |
| 4.                  | Einer Rubio         | Kolumbia            | Movistar Team       | 25 pkt              |
| 5.                  | Geoffrey Bouchard   | Francja             | AG2R Citroën Team   | 25 pkt              |

| Klasyfikacja młodzieżowa | Klasyfikacja młodzieżowa | Klasyfikacja młodzieżowa | Klasyfikacja młodzieżowa | Klasyfikacja młodzieżowa |
| Kolarz                   | Kolarz                   | Państwo                  | Drużyna                  | Czas                     |
| ------------------------ | ------------------------ | ------------------------ | ------------------------ | ------------------------ |
| 1.                       | Einer Rubio              | Kolumbia                 | Movistar Team            | 18h 30' 58"              |
| 2.                       | Santiago Buitrago        | Kolumbia                 | Bahrain Victorious       | + 11"                    |
| 3.                       | Andrés Camilo Ardila     | Kolumbia                 | UAE Team Emirates        | + 1' 44"                 |
| 4.                       | Tobias Bayer             | Austria                  | Alpecin-Fenix            | + 3' 42"                 |
| 5.                       | Roger Adrià              | Hiszpania                | Equipo Kern Pharma       | + 3' 42"                 |

| Klasyfikacja młodzieżowa | Klasyfikacja młodzieżowa | Klasyfikacja młodzieżowa | Klasyfikacja młodzieżowa | Klasyfikacja młodzieżowa |
| Kolarz                   | Kolarz                   | Państwo                  | Drużyna                  | Czas                     |
| ------------------------ | ------------------------ | ------------------------ | ------------------------ | ------------------------ |
| 1.                       | Einer Rubio              | Kolumbia                 | Movistar Team            | 18h 30' 58"              |
| 2.                       | Santiago Buitrago        | Kolumbia                 | Bahrain Victorious       | + 11"                    |
| 3.                       | Andrés Camilo Ardila     | Kolumbia                 | UAE Team Emirates        | + 1' 44"                 |
| 4.                       | Tobias Bayer             | Austria                  | Alpecin-Fenix            | + 3' 42"                 |
| 5.                       | Roger Adrià              | Hiszpania                | Equipo Kern Pharma       | + 3' 42"                 |

| Klasyfikacja drużynowa | Klasyfikacja drużynowa | Klasyfikacja drużynowa       | Klasyfikacja drużynowa |
| Drużyna                | Drużyna                | Państwo                      | Czas                   |
| ---------------------- | ---------------------- | ---------------------------- | ---------------------- |
| 1.                     | Bahrain Victorious     | Bahrajn                      | 55h 31' 44"            |
| 2.                     | Astana-Premier Tech    | Kazachstan                   | + 7' 40"               |
| 3.                     | Movistar Team          | Hiszpania                    | + 8' 53"               |
| 4.                     | UAE Team Emirates      | Zjednoczone Emiraty Arabskie | + 8' 57"               |
| 5.                     | AG2R Citroën Team      | Francja                      | + 9' 44"               |

| Klasyfikacja drużynowa | Klasyfikacja drużynowa | Klasyfikacja drużynowa       | Klasyfikacja drużynowa |
| Drużyna                | Drużyna                | Państwo                      | Czas                   |
| ---------------------- | ---------------------- | ---------------------------- | ---------------------- |
| 1.                     | Bahrain Victorious     | Bahrajn                      | 55h 31' 44"            |
| 2.                     | Astana-Premier Tech    | Kazachstan                   | + 7' 40"               |
| 3.                     | Movistar Team          | Hiszpania                    | + 8' 53"               |
| 4.                     | UAE Team Emirates      | Zjednoczone Emiraty Arabskie | + 8' 57"               |
| 5.                     | AG2R Citroën Team      | Francja                      | + 9' 44"               |